# Africa Flores-Anderson
Africa Ixmucane Flores-Anderson (Retalhuleu, Guatemala, 1983) es investigadora científica guatemalteca, exploradora de National Geographic, agrónoma en recursos naturales renovables y tiene una maestría en Ciencias de la Tierra. El campo de investigación de Flores se centra en el monitoreo de uso y cobertura del suelo, calidad del agua, y pronóstico ecológico utilizando tecnologías geoespaciales, incluyendo datos satelitales de sensores pasivos y activos. Su campo de trabajo se centra en el desarrollo de capacidades en tecnologías geoespaciales en África Oriental, África Meridional, África Occidental, la región de Hindú Kush-Himalaya, el bajo Mekong, Mesoamérica, el Caribe y la Amazonia. A través de SERVIR, una iniciativa de la NASA y la Agencia de Desarrollo de Estados Unidos (USAID), y en colaboración con SilvaCarbon, Africa lidera la iniciativa para crear capacidades en las regiones de influencia en el uso de radar de apertura sintética para monitoreo forestal y estimación de biomasa.

## Trayectoria
En el 2006 se graduó de Ingeniera Agrónoma en Recursos Naturales Renovables de la Facultad de Agronomía de la Universidad de San Carlos de Guatemala. Fue la primera mujer en obtener el primer lugar en el cuadro de honor de la facultad. Desarrolló su Ejercicio Profesional Supervisado (EPS) en el Instituto Nacional de Bosques (INAB) en Izabal y Zacapa. En su tesis de graduación desarrolló tablas volumétricas para estimar biomasa por producto en plantaciones forestales jóvenes de Pinus caribaea var. hondurensis y Tectona grandis en el departamento de Izabal.
Del 2006 a finales del 2007 trabajó en el Consejo Nacional de Áreas Protegidas (CONAP) en la Unidad de Sistemas de Información Geográfica, donde estaba encargada de mantener y actualizar la base de datos del Sistema Guatemalteco de Áreas Protegidas (SIGAP). También diseñó y  condujo entrenamientos en Sistemas de Información Geográfica (SIG) para el personal técnico de las oficinas regionales del CONAP.  En el 2008 se muda a Panamá para trabajar como investigadora científica en el Centro del Agua del Trópico Húmedo para América Latina y el Caribe (CATHALAC). En este centro trabajó para implementar el programa SERVIR en Mesoamérica y el Caribe, particularmente a través del desarrollo de productos basados en datos satelitales para el monitoreo ambiental; incluido el monitoreo de la calidad del agua y apoyo en casos de desastre. Africa creó currículo e instruyó en talleres y cursos de capacitación nacionales y regionales realizados en CATHALAC, así como en otros países de la región.
En el 2011 se muda a Huntsville, Alabama, Estados Unidos para continuar sus estudios de posgrado en la Universidad de Alabama en Huntsville (UAH) como Asistente de Investigación para SERVIR y obtiene su maestría en Ciencias del Sistema Terrestre en el 2013. En su tesis de graduación género un algoritmo para estimar concentración de clorofila-a en el Lago de Atitlán de Guatemala utilizando imágenes hiperespectrales.  Mientras cursaba su maestría apoyó a la Oficina de Coordinación de SERVIR en el desarrollo de aplicaciones científicas y actividades de creación de capacidades.
Del 2012 al 2014 apoyó la operación del Instrumento Environmental Research and Visualization System -ISERV SERVIR a bordo de la Estación Espacial Internacional.
Continuando su trabajo en la Oficina de Coordinación de SERVIR, como Investigadora Asociada a través de la Universidad de Alabama en Huntsville, del 2014 al 2016 funge como Coordinadora Regional de Ciencia  por parte de SERVIR, supervisando y coordinando actividades científicas en África Oriental y África Meridonial en estrecha colaboración con el Centro Regional de Mapeo de Recursos para el Desarrollo (RCMRD) y organizaciones con sede en Estados Unidos.
Impartió el curso del lenguaje Python en Sistemas de Información Geográfica en 2016 en la Universidad de Alabama en Huntsville en el Departamento de Ciencias Atmosféricas.
Es Co-Investigadora del proyecto de Centro de Creación de Capacidades en Radar de Apertura Sintética, financiado por NASA, liderado por el Dr. Franz Meyer.
Es Investigadora Principal del proyecto de Pronóstico de Floraciones Algales Nocivas en el Lago de Atitlán utilizando inteligencia artificial, el cual es apoyado por National Geographic y Microsoft. Con este proyecto fue nombrada como una de las 11 Hacedoras de Cambio (Changemakers) a nivel Internacional en el 2019 por  National Geographic y Microsoft; la única de Latinoamérica.
Actualmente es Investigadora Científica en la Universidad de Alabama en Huntsville y Coordina el portafolio temático de Cambio de Cobertura Terrestre y Uso del Suelo y Ecosistemas de SERVIR. También es la Coordinadora Regional de Ciencia para SERVIR - Amazonia.
En el 2020 Africa inició sus estudios de doctorado en el Departamento de Ciencias de los Recursos Naturales de la Universidad de McGill, donde se ha unido al Laboratorio del Prof. Cardille.

## Divulgación Científica
A lo largo de su carrera, Africa ha impartido capacitaciones en el uso de observaciones satelitales e información geoespacial en varias partes del mundo. Ha generado e impartido currículo en tecnologías geoespaciales para aplicaciones ambientales. Asimismo, ha colaborado con Applied Remote Sensing Training (NASA-ARSET) como co-instructora en cursos de teledetección para aplicaciones en calidad del agua y participando como experta en sesión de preguntas y respuestas para aplicaciones de radar de apertura sintética.
A través de SERVIR, ha convocado y liderado múltiples sesiones científicas internacionales, incluidas sesiones en el evento anual del American Geophysical Union (AGU) con un enfoque para las Américas y África.
Africa se ha presentado en diversos espacios tecnológicos, como en el Festival Europeo de Innovación de Fast Company, donde compartió escenario con diversos expositores en industria, tecnología y comunicación.
Como exploradora de National Geographic, Africa Flores ha participado en mesas de discusión en el NatGeo Explorers Festival.
En el año 2020 su trabajo fue destacado en la segunda temporada de SciFriday Breakthrough, Portraits of Women in Science, donde se resalta su trabajo con SERVIR y principalmente su trabajo en el Lago de Atitlán con inteligencia artificial para generar capacidades en el uso de información geoespacial y mejorar la toma de decisiones en temas ambientales.

## Publicaciones Científicas
- Flores-Anderson, A. I., Griffin, R., Dix, M., Romero-Oliva, C. S., Ochaeta, G., Skinner-Alvarado, J., Ramirez Moran, M. V., Hernandez, B., Cherrington, E., Page, B., Barreno, F. (2020). Hyperspectral Satellite Remote Sensing of Water Quality in Lake Atitlán, Guatemala. Frontiers in Environmental Science, 8 (February).[21]
- Cherrington, E., Griffin, R.E., Anderson, E.R., Hernandez Sandoval, B.E., Flores Cordova, A.I., Muench, R.E., Markert, K.N., Adams, E.C., Limaye, A.S., and D.E. Irwin (2020). “Use of public Earth Observation data for tracking progress in sustainable management of coastal forest ecosystems in Belize, Central America.” Remote Sensing of Environment. 245:111798.[22]
- Kotikot, S. M., Flores, A., Gri, R. E., Nyaga, J., Case, J. L., Mugo, R., … Irwin, D. E. (2020). Int J Appl Earth Obs Geoinformation Statistical characterization of frost zones : Case of tea freeze damage in the Kenyan highlands. 84(October 2018).[23]
- Saah, D., Tenneson, K., Matin, M., Uddin, K., Cutter, P., Poortinga, A., Ngyuen, Q.H., Patterson, M., Johnson, G., Markert, K., Flores, A., Anderson, E., Weigel, A., Ellenberg, W.L., Bhagarva, R., Aekakkararungroj, A., Bhandari, B., Khanal, N., Housman, I., Potapov, P., Tyukavina, A., Maus, P., Ganz, D., Clinton, N., and F. Chishtie, (2019). "Land cover mapping in the 21st century: challenges and opportunities." Frontiers in Environmental Science. 7(150).[24]
- Kotikot, Susan M., Africa Flores, Robert E. Griffin, Absae Sedah, James Nyaga, Robinson Mugo, Ashutosh Limaye, and Daniel E. Irwin. 2018. “Mapping Threats to Agriculture in East Africa: Performance of MODIS Derived LST for Frost Identification in Kenya’s Tea Plantations.” International Journal of Applied Earth Observation and Geoinformation, June.[25]
- Al-Hamdan, M. Z., Oduor, P., Flores, A. I., Kotikot, S. M., Mugo, R., Ababu, J., & Farah, H. (2017). Evaluating land cover changes in Eastern and Southern Africa from 2000 to 2010 using validated Landsat and MODIS data. International Journal of Applied Earth Observation and Geoinformation, 62(April), 8–26.[26]
- Nicolau, A. P., Herndon, K., Flores-Anderson, A., & Griffin, R. (2019). A spatial pattern analysis of forest loss in the Madre de Dios region, Peru. Environmental Research Letters, 14(12).[27]
- Markert, K. N., Schmidt, C. M., Griffin, R. E., Flores, A. I., Poortinga, A., Saah, D. S., … Aekakkararungroj, A. (2018). Historical and Operational Monitoring of Surface Sediments in the Lower Mekong Basin Using Landsat and Google Earth Engine Cloud Computing. 1–19.[28]
- Ouko, E., Omondi, S., Mugo, R., Wahome, A., Kasera, K., Nkurunziza, E., Kiema, J., Flores, A., Adams, E., Kuraru, S., Wambua, M. (2020). Modeling Invasive Plant Species in Kenya ’ s Northern Rangelands. 8(June), 1–10.[29]
- Saah, D., Johnson, G., Ashmall, B., Tondapu, G., Tenneson, K., Patterson, M., Poortinga, A., Markert, K., Quyen, N., Aung, K., Schlichting, L., Matin, M., Uddin, K., Aryal, R., DIlger, J., Ellenburg, L., Flores-Anderson, A., Wiell, D., Lindquist, E., Goldstein, J., Clinton, N.,  Chishtie, F. (2019). Environmental Modelling & Software Collect Earth : An online tool for systematic reference data collection in land cover and use applications. Environmental Modelling and Software, 118(March), 166–171.[30]
- Saah, D., Tenneson, K., Poortinga, A., Nguyen, Q., Chishtie, F., Aung, K. S., … Flores-Anderson, A.I., Silverman, J., Phuong S. M.C., DoGiang V. Nguyen Soukanh Bounthabandit Raja Ram AryalSu Mon Myat, Kei Sato, Lindquist, E.,  Kono, M., Broadhead, J.,Towashiraporn, P., Ganz, D. (2020). Primitives as building blocks for constructing land cover maps. International Journal of Applied Earth Observation and Geoinformation, 85(June 2019), 101979.[31]
- Hossain, F., Serrat-Capdevila, A., Granger, S., Thomas, A., Saah, D., Ganz, D., Mugo, R., Murthy, M.S.R., Ramos, V.H., Fonseca, C., Anderson, E., Schumann, G., Lewison, R., Kirschbaum, D., Escobar, V., Srinivasan, M., Lee, C., Iqbal, N., Levine, E., Searby, N., Friedl, L., Flores, A., Coulter, D., Irwin, D., Limaye, A., Stough, T., Skiles, J., Estes, S., Crosson, B., and A.S. Akanda., 2016 “A Global Capacity Building Vision for Societal Applications of Earth Observing Systems and Data: Key Questions and Recommendations.” Bulletin of American Meteorological Society (BAMS). doi: 10.1175/BAMS-D-15-00198.1.[32]

- Anderson, E.R., Cherrington, E.A., Tremblay-Boyer, L., Flores, A.I., and E. Sempris. 2008. “Identifying Critical Areas for Conservation: Biodiversity and Climate Change in Central America, Mexico, and the Dominican Republic.” Biodiversity 9: 89-99.[33]

## Premios y reconocimientos
- Acreedora de la Beca Pilarczyk para continuar sus estudios de doctorado, Universidad de McGill, 2020.
- Geospatial Woman Champion of the Year 2020, Geospatial World.[34][1]
- SERVIR Team Award of Excellence, 2020. Por liderar SAR Capacity Building effort en SERVIR Global network.[34]
- SERVIR Award of Excellence, (personal) 2016.
- American Astronautical Society (AAS) Earth Science and Applications Award, SERVIR, 2016.
- NASA-Marshall Space Flight Center Science’s & Technology Group Achievement Award,Environmental Research and Visualization System -ISERV SERVIR  Team, 2014.
- NASA-Agency Honor Awards, Group Achievement Award, SERVIR, 2011

## Conferencias y Servicio
- Editora: Emerging Technologies in Climate Services: Advancing End-User Data Accessibility and Application Through Web-Based Platforms. Frontiers Journal.[35][36]
- Copresidenta de AfriGEOSS Working Group en Land Cover for Africa, 2017-2018.[37]
- Representante de NASA para SilvaCarbon initiative, 2016 - 2020.[38]
- Representante de SERVIR para GFOI 2020.[24]
- Miembro, coordinador/copresidenta de la sesión, American Geophysical Union (AGU) , 2013 – actualmente. Coordinadora principal para las sesiones en 2017, 2018, 2019. Panelista en SAR TownHall 2019.[16]
- Revisora del diario IEEE para Selected Topics in Applied Earth Observations and Remote Sensing.
- Cofundadora, Tesorera, Miembro de Earth Science Student Association of UAH, 2011 – 2013.
- Tutoría en GIS and Remote Sensing, “Survival Spanish,” Universidad de Alabama en Huntsville, 2011 – 2013.
- Miembro del capítulo American Meteorological Society de la Universidad de Alabama en Huntsville, 2011 – 2013.